# Sierrathrissa leonensis
Sierrathrissa leonensis е вид лъчеперка от семейство Селдови (Clupeidae). Видът не е застрашен от изчезване.

## Разпространение
Разпространен е в Гамбия, Гана, Гвинея, Гвинея-Бисау, Камерун, Кот д'Ивоар, Нигерия, Сенегал, Сиера Леоне и Того.

## Описание
На дължина достигат до 3 cm.